# Bilet kredytowany
Bilet kredytowany – polska forma świadczenia niepieniężnego pomocy społecznej przyznawana na podstawie zapisów ustawy o pomocy społecznej.
Bilet kredytowany jest zasiłkiem celowym niepieniężnym, umożliwiającym klientowi pomocy społecznej pokonanie określonej trasy w oparciu o środki transportu publicznego. Może być przyznany osobom bez dochodu lub z bardzo niskim dochodem, które muszą udać się do innej miejscowości celem załatwienia istotnych spraw rodzinnych lub urzędowych. Na mocy ustawy, przyznanie pomocy w formie biletu kredytowanego nie wymaga wydania przez organ pomocy społecznej decyzji administracyjnej. W przypadku odmowy przyznania takiego biletu ustawa wymaga wydania decyzji administracyjnej, ale bez konieczności przeprowadzenia wywiadu środowiskowego, co jest w zasadzie regułą w przypadku świadczeń pieniężnych.
Wydanie biletu kredytowanego wymaga podpisania umowy pomiędzy gminą (ośrodkiem pomocy społecznej) a przewoźnikiem. W przypadku braku takiej umowy ośrodek może przyznać zasiłek celowy w formie biletu kredytowanego na zasadach ogólnych ustawy. 
Bilet kredytowy uprawnia do przejazdu wyłącznie w klasie drugiej, pociągami osobowymi lub pośpiesznymi, ale pospiesznymi tylko w wyjątkowych sytuacjach, gdy na danej trasie nie kursują pociągi inne niż pospieszne.